# 申年がしん
申年がしん（さるどしがしん）は、鳥取藩における天保の大飢饉の呼称。その悲惨さは近年まで恐怖の伝説として語り継がれていた。「がしん」とは、各地の方言で「餓死」が転訛した飢饉を表す言葉で、鳥取藩内における飢饉がいよいよ本格化した1836年（天保7年）が申年であったことから、この名で呼ばれた。

## 経緯
1831年（天保2年）に東北地方から始まった天保の大飢饉は、のち全国に及び、その窮状は悲惨を極めた。鳥取藩でも例外ではなかった。
- 1831年（天保2年）

鳥取藩領へ、隣国の但馬・播磨・美作から飢えに耐えかねた人々が多く入り始める。藩内の町や村にも、行き倒れや捨て子が数多く見られるようになる。
- 1833年（天保4年）

邑美郡岩坪・気多郡母木（ほうぎ）・気多郡青谷・同郡姫路・岩井郡湯村で相次いで大火が発生し、村人の大半が焼け出される。
12月5日、不作のため鳥取藩が在中に2歩の御救米を施す。
- 1834年（天保5年）

藩内暴風雨で洪水が発生する。青谷海岸に帆立貝が異常発生する。
- 1835年（天保6年）

5月22日、藩内暴風雨で洪水が発生する。
- 1836年（天保7年）

春から天候不順で雨が降り続き、田の水も温まらなかったため、田植えができない状態となる。
夏、邑美郡覚寺の狼庵に50人ほどの尼僧が集まり、法華経の加護を信じて祈る。
8月27日、異常な冷害による凶作のため、鳥取藩が在中に3歩の御救米を施す。因伯両国在方の難渋人を両国の全在方人口28万7千人中、約10万人と見積もる。
因伯両国の凶作による損害高が全石高42万石中、26万8287石に達する。
- 1837年（天保8年）

この年飢饉のピークを迎える。1月、鳥取城下に多数の難民が食を求めて集まる。藩は城下に小屋を建てて難民を収容したが、極度の不衛生のため9月で閉鎖する。
4月、藩内に疫病が流行し、餓死者と合わせて死者2万人に達する。
- 1838年（天保9年）

11月、八東郡安井村で御救米を着服していた庄屋宅を47人の農民が打ち壊す。
- 1840年（天保11年）

覚寺の狼庵の良卯尼（りょううに）が、法華経のさらなる加護と餓死者・病死者の冥福を祈って供養塔を建立する。
- 1843年（天保14年）

播磨国赤穂の町人・吉野屋栄次郎が施主となり、餓死者・病死者の冥福を祈って、邑美郡丸山に飢饉供養塔を建立する。

## 申年がしんの伝承
前述のように、申年がしんの悲惨さは長く人々の心に残り、近年まで語り伝えられた。1975年（昭和50年）発刊の因幡地方の伝承を集めた『むかしがたり』（著：山田てる子、毎日新聞鳥取支局）に、申年がしんについて紹介されている。著者山田てる子（1902年-1983年）は子どもの頃に、祖母に寝かしつけてもらう際、この悲惨な昔話を聞いたという。
- その年（天保7）は前々からおかしい天気が続いていたが、その年にはいよいよひどくなり、ひな祭りの時分になっても雪が降り続き、田にも畑にも出ることができないでいた。五月になっても田の水に氷が張るような有様だった。土用近くになっても、綿入れが手放せないような状態だった。この頃になってようやく田植えはしてみたが、稲にもならず、秋には一粒の米もとれなかった。木にも実がならず、口に入れられるものなら、木の芽・草の根など何でも食い尽くしてしまい、しまいには座敷に敷いた荒筵まで叩いて粉にして食べた。村々の年寄りや子どもはたくさんやせこけて死んだ。さらに、どこからともなく大勢の飢えた人々が流れてきて、蒲生峠を越しかねて、たくさんの人が行き倒れになった。河原には弔う人もないそれらの人々の死体が打ち捨てられていた。

## 申年がしんに関する遺跡
前述のように、この飢饉の悲惨さは長く人々の記憶に残り、伝説として語り継がれた。鳥取県鳥取市内には、飢饉の悲惨さを物語る遺跡が現在でもいくつか残っている。
- 椎谷神社

鳥取市覚寺。この神社の手前に、良卯尼が住んでいた狼庵があった。現在でも多くの石塔が寄せ集められている。村人はこの一帯を「祟るところ」として恐れた。この近くに、良卯尼が1840年（天保11年）に建立した供養塔がある。
- 丸山の飢饉供養塔

鳥取市丸山。1843年（天保14年）に吉野屋栄次郎が施主となって建立した供養塔が、丸山バス停の近くに残る。